# أرييل 1
أرييل 1 (بالإنجليزية: Ariel 1) ويُعرف كذلك بالاسمين (UK-1 وS-55). كان أول الأقمار الاصطناعيَّة البريطانيَّة وكذلك أول الأقمار المُرسلة من ضمن برنامج أرييل الفضائي البريطاني. بإطلاق هذا القمر الاصطناعي أصبحت المملكة المتحدة ثالث دول العالم التي تطلق قمرًا اصطناعيًّا بعد الاتحاد السوفيتي والولايات المتحدة.